# Rajon Berdjansk
Der Rajon Berdjansk (ukrainisch Бердянський район/Berdjanskyj rajon; russisch Бердянский район/Berdjanski rajon) ist eine administrative Einheit in der Oblast Saporischschja im Südosten der Ukraine. Das Zentrum des Rajons ist die Stadt Berdjansk.

## Geographie
Der Rajon liegt im Südosten der Oblast Saporischschja und grenzt im Norden an den Rajon Polohy, im Osten an den Rajon Mariupol (in der Oblast Donezk gelegen), im Süden an das Asowsche Meer sowie im Westen an den Rajon Melitopol.
Bis Juli 2020 grenzt er im Norden an den Rajon Bilmak, im Nordosten auf einem kurzen Stück an den Rajon Nikolske (in der Oblast Donezk), im Osten an den Rajon Manhusch, im Süden an das Asowsche Meer, im Westen an den Rajon Prymorsk sowie im Nordwesten auf einem kurzen Stück an den Rajon Tschernihiwka.
Durch den Rajon fließen die Berda (Берда), die Obytitschna (Обитічна), die Kiltytschtschja (Кільтиччя), der Burtytschtschja (Буртиччя) sowie die Berestowa (Берестова), im Süden ragt die Berdjansk-Nehrung (Бердянська коса) in das Asowsche Meer, das Gebiet ist flach mit Höhenlagen zwischen 10 und 200 Metern (höchste Erhebung 241 Meter) und wird im Süden durch das Schwarzmeertiefland geprägt, im Norden erstreckt sich das Asowsche Hochland.

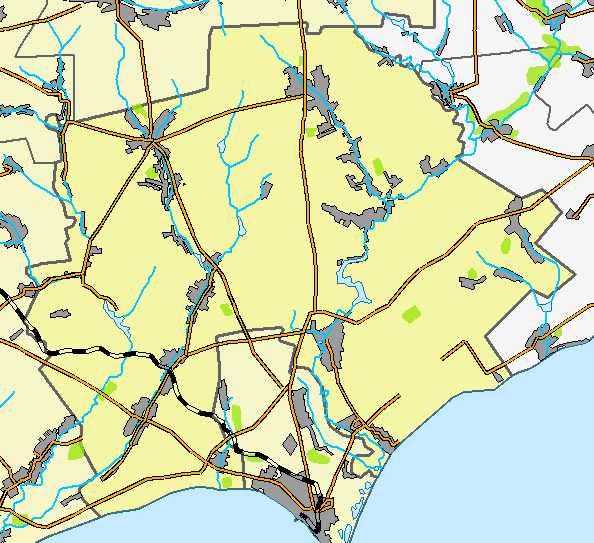
Übersichtskarte des Rajons

## Geschichte
Der Rajon wurde am 7. März 1923 gegründet, er hieß zunächst Rajon Nowoslawiwka (Hauptort war Nowoslawiwka – heute Ossypenko), 1925 wurde Berdjansk der Hauptort und der Rajon wurde auf seinen heutigen Namen geändert, 1939 dann nach der Umbenennung des Hauptorts in Rajon Ossypenko geändert. Nach der Besetzung durch deutsche Truppen wurde das Rajonsgebiet 1942 in das Reichskommissariat Ukraine eingegliedert und lag hier im Generalbezirk Dnjepropetrowsk, Kreisgebiet Berdjansk. Nach dem Ende des Zweiten Weltkriegs kam es wieder zur Sowjetunion/Ukrainische SSR, seit 1958 trägt er wieder seinen heutigen Namen, seit 1991 ist er Teil der heutigen Ukraine. Zwischen Ende 1962 und 1965 war der Rajon Prymorsk ein Teil des Rajonsgebietes.
Am 17. Juli 2020 kam es im Zuge einer großen Rajonsreform zur Auflösung des alten Rajons und einer Neugründung unter Vergrößerung des Rajonsgebietes um die Rajone Prymorsk und Tschernihiwka sowie der bis dahin unter Oblastverwaltung stehenden Stadt Berdjansk.

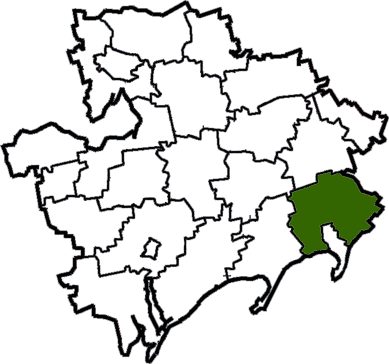
Rajon Berdjansk bis Juli 2020
Rajonsgebiet ab Juli 2020

## Administrative Gliederung
Auf kommunaler Ebene ist der Rajon in 8 Hromadas (2 Stadtgemeinden, 2 Siedlungsgemeinden und 4 Landgemeinden) unterteilt, denen jeweils einzelne Ortschaften untergeordnet sind.
Zum Verwaltungsgebiet gehören:
- 2 Städte
- 2 Siedlungen städtischen Typs
- 99 Dörfer
- 10 Ansiedlungen

Die Hromadas sind im Einzelnen:
- Stadtgemeinde Berdjansk
- Stadtgemeinde Prymorsk
- Siedlungsgemeinde Andrijiwka
- Siedlungsgemeinde Tschernihiwka
- Landgemeinde Andriwka
- Landgemeinde Berestowe
- Landgemeinde Ossypenko
- Landgemeinde Kolariwka

Bis Juli 2020 war er auf kommunaler Ebene in eine Siedlungsratsgemeinde, eine Landgemeinde und 8 Landratsgemeinden unterteilt, denen jeweils einzelne Ortschaften untergeordnet waren.
Zum Verwaltungsgebiet gehörten:
- 1 Siedlung städtischen Typs
- 35 Dörfer
- 1 Siedlung

### Siedlung städtischen Typs
| Siedlungen städtischen Typs | Siedlungen städtischen Typs | Siedlungen städtischen Typs |
| Name                        | Name                        | Name                        |
| ukrainisch transkribiert    | ukrainisch                  | russisch                    |
| --------------------------- | --------------------------- | --------------------------- |
| Andrijiwka                  | Андріївка                   | Андреевка (Andrejewka)      |

### Dörfer und Siedlungen
| Dörfer                           | Dörfer                  | Dörfer                                             | Dörfer            |
| Name                             | Name                    | Name                                               | Gemeindezuordnung |
| ukrainisch transkribiert         | ukrainisch              | russisch                                           | Gemeindezuordnung |
| -------------------------------- | ----------------------- | -------------------------------------------------- | ----------------- |
| Andriwka                         | Андрівка                | Андровка (Androwka)                                | Andriwka          |
| Asowske (bis 2016 Lunatscharske) | Азовське (Луначарське)  | Азовское (Asowskoje)/Луначарское (Lunatscharskoje) | Asowske           |
| Berestowe                        | Берестове               | Берестовое (Berestowoje)                           | Berestowe         |
| Dachno                           | Дахно                   | Дахно                                              | Andrijiwka        |
| Derewezke                        | Деревецьке              | Деревецкое (Derewezkoje)                           | Tscherwone Pole   |
| Dmytriwka                        | Дмитрівка               | Дмитровка (Dmitrowka)                              | Dmytriwka         |
| Dolynske                         | Долинське               | Долинское (Dolinskoje)                             | Dolynske          |
| Dowbyne                          | Довбине                 | Долбино (Dolbino)                                  | Berestowe         |
| Hlodowe                          | Глодове                 | Глодово (Glodowo)                                  | Berestowe         |
| Iwaniwka                         | Іванівка                | Ивановка (Iwanowka)                                | Andrijiwka        |
| Kalajtaniwka                     | Калайтанівка            | Калайтановка (Kalaitanowka)                        | Berestowe         |
| Kosa                             | Коза                    | Коза                                               | Dolynske          |
| Krymka                           | Кримка                  | Крымка (Krimka)                                    | Dolynske          |
| Kulykiwske                       | Куликівське             | Куликовское (Kulikowskoje)                         | Nowopetriwka      |
| Malyniwka                        | Малинівка               | Малиновка (Malinowka)                              | Berestowe         |
| Mykolajiwka                      | Миколаївка              | Николаевка (Nikolajewka)                           | Berestowe         |
| Nowoiwaniwka                     | Новоіванівка            | Новоивановка (Nowoiwanowka)                        | Berestowe         |
| Nowopetriwka                     | Новопетрівка            | Новопетровка (Nowopetrowka)                        | Nowopetriwka      |
| Nowosilske                       | Новосільське            | Новосельское (Nowoselskoje)                        | Andrijiwka        |
| Nowosoldatske                    | Новосолдатське          | Новосолдатское (Nowosoldatskoje)                   | Berestowe         |
| Nowotrojizke                     | Новотроїцьке            | Новотроицкое (Nowotroizkoje)                       | Nowotrojizke      |
| Oleniwka                         | Оленівка                | Оленовка (Olenowka)                                | Dolynske          |
| Ossypenko                        | Осипенко                | Осипенко (Ossipenko)                               | Ossypenko         |
| Polousiwka                       | Полоузівка              | Полоузовка (Polousowka)                            | Andriwka          |
| Radywoniwka                      | Радивонівка             | Радивоновка (Radiwonowka)                          | Berestowe         |
| Sachno                           | Сахно                   | Сахно                                              | Andrijiwka        |
| Satschky                         | Сачки                   | Сачки (Satschki)                                   | Berestowe         |
| Schewtschenka                    | Шевченка                | Шевченко (Schewtschenko)                           | Dmytriwka         |
| Schewtschenkowe                  | Шевченкове              | Шевченково (Schewtschenkowo)                       | Dolynske          |
| Sofijiwka                        | Софіївка                | Софиевка (Sofijewka)                               | Andrijiwka        |
| Staropetriwka                    | Старопетрівка           | Старопетровка (Staropetrowka)                      | Nowopetriwka      |
| Tscherwone Pole                  | Червоне Поле            | Червоное Поле (Tscherwonoje Pole)                  | Tscherwone Pole   |
| Trojany                          | Трояни                  | Трояны                                             | Andriwka          |
| Trojizke (bis 2016 Karla Marxa)  | Троїцьке (Карла Маркса) | Троицкое (Troizkoje)/Карла Маркса (Karla Marxa)    | Berestowe         |
| Uspeniwka                        | Успенівка               | Успеновка (Uspenowka)                              | Andrijiwka        |
| Siedlungen                       |                         |                                                    |                   |
| Berdjanske                       | Бердянське              | Бердянское (Berdjanskoje)                          | Tscherwone Pole   |